# Grímsnes- og Grafningshreppur
Grímsnes- og Grafningshreppur és un municipi d'Islàndia, a la regió de Suðurland. Té una extensió de 899,9 km² i una població de 575 habitants l'1 de gener de 2025.
El municipi es va crear l'1 de juny de 1998, mitjançant la fusió dels antics municipis de Grímsneshreppur i Grafningshreppur.
Les principals poblacions del municipi són Borg í Grímsnesi i Sólheimar í Grímsnesi.